# منحنی اس
منحنی اس (به انگلیسی: S-Curve) یکی از نمودارهایی که برای اندازه‌گیری پیشرفت پروژه به کار می‌رود نمودار S یا Status Curve پروژه است. منحنی S یکی از پرکاربردترین منحنی‌ها برای ارائه گزارش‌های مدیریت پروژه، به‌خصوص در پروژه‌های صنعت ساخت می‌باشد. منحنی S در اصطلاح مدیریت پروژه، عموماً شامل مقادیر تجمعی یک سری از داده‌های خاص مانند مقدار کار انجام شده، هزینه‌های انجام شده، ساعت کار صرف شده، منابع مصرف شده و بسیاری از موارد دیگر می‌باشد. عمدتاً اگر پیشرفت در زمان ترسیم شود شکلی مانند حرف S به خود می‌گیرد. البته ممکن است همه پروژه‌ها از این قانون تبعیت نکنند.

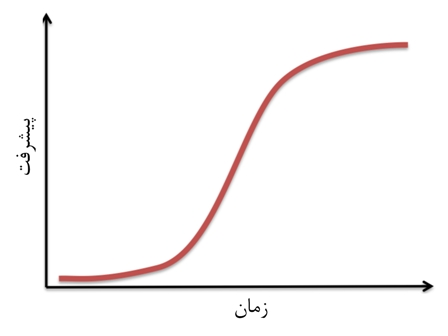

## منحنی اس در سه مرحله اصلی تقسیم می‌شود
مرحله آغازین (به انگلیسی: Initial Phase): در این مرحله، پیشرفت کند است که به دلیل محدودیت‌های فنی، مالی و بازاری است. فناوری در این مرحله به‌طور آهسته پیشرفت می‌کند.
مرحله رشد (به انگلیسی: Growth Phase): با افزایش فهم و تکنولوژی، پیشرفت سرعت می‌گیرد. در این مرحله، بهبودها و نوآوری‌ها سریعتر اتفاق می‌افتند و فناوری به‌طور قابل توجهی بهبود می‌یابد.
مرحله فلات (به انگلیسی: Plateau Phase): در این مرحله، بهبود و پیشرفت به‌طور قابل توجهی کاهش می‌یابد و فناوری به فلات می‌رسد. این به‌دلیل بهبود و تکامل مداوم فناوری است که منجر به کاهش پتانسیل نوآوری و رشد می‌شود.
منحنی S فناوری یک مدل کاربردی برای درک دینامیک توسعه فناوری و تصمیم‌گیری‌های استراتژیک است. شرکت‌ها و سازمان‌ها می‌توانند با بررسی و درک منحنی S فناوری، زمان بهینه برای سرمایه‌گذاری، بازاریابی و توسعه فناوری را تعیین کنند و از رشد بهینه فناوری بهره‌مند شوند.

بارها ثابت شده منحنی‌های S در عملکرد فناوری و انتشار بازار به هم مرتبط هستند بهبود در عملکرد می‌تواند پذیرش فوری را تقویت کند و پذیرش گسترده‌تر می‌تواند سرمایه‌گذاری بیشتر را به همراه داشته باشد.
شکل چرخه حیات تکنولوژی اغلب به عنوان یک منحنی اس ابلاغ شده‌است. ویکی‌پدیا

## منحنی های اس فناوری

### منحنی اس بهبود
هنگامی که عملکرد فناوری در مقایسه با میزان تلاش و پول سرمایه گذاری شده‌اش، ترسیم شود معمولا نشانه بهبود کند اولیه، سپس بهبود شتابان، و پس از آن افت بهبود خواهد بود.برای نمونه، یکی از خط سیرهای فناوری شناخته شده را اصلی تبیین میکند که به نام قانون مور شناخته می‌شود. گوردون مور، شریک بنیانگذار اینتل در 1965 دریافت که تراکم ترانزیستورها روی مدارهای مجتمع از زمان اختراع هرسال دو برابر شده‌است. این آهنگ تراکم از آن زمان کند شده و هر 18 ماه دو برابر می‌شود ولی آهنگ شتاب هنوز بسیار تند است. 

### منحنی اس انتشار
برخلاف منحنی اس عملکرد فناوری، منحنی اس انتشار فناوری با ترسیم مجموع شمار پذیرندگان فناوری در مقایسه با زمان آن بدست می‌آید. این منجر به یک منحنی اس شکل میشود زیرا پذیرش در آغاز که فناوری ناآشنایی به بازار معرفی می‌شود کند است و با درک بهتر فناوری و استفاده در بازار انبوه شتاب می‌گیرد و درنهایت بازار اشباع می‌شود و به این ترتیب، پذیرش های تازه افت می‌کند. برای نمونه هنگامی که ماشین حساب‌های الکترونیکی به بازار عرضه شد نخست دانشمندان و مهندسان انگشت شماری آنها را پذیرفتند. این گروه قبلا از خط‌کش‌های محاسبه استفاده کرده‌بودند. سپس ماشین حساب‌ها در بازار بزرگتر نفوذ کرده و پس از آن بازار بزرگتری ایجاد شد که دربرگیرنده دانش آموزان و عامه مردم بود. بعد از اینکه این بازارها اشباع شدند فرصت اندکی برای پذیرش های تازه باقی ماند. یکی از ویژگی های کمابیش شگرف انتشار فناوری این است که بسیار بیش از انتشار اطلاعات زمان می‌برد.

## چگونگی انتقال شرکت‌ها از یک فناوری قدیمی به یک فناوری جدید با استفاده از مدل منحنی اس
وقتی یک فناوری جدید به وجود می‌آید، منحنی‌های پیشرفت فناوری قدیمی و جدید با هم تداخل پیدا می‌کنند: فناوری جدید در مراحل اولیه رشد، سریع است، در حالی که فناوری قدیمی شروع به کند شدن می‌کند. موفق‌ترین شرکت‌ها در لحظه‌ای که این دو منحنی با هم برخورد می‌کنند، از فناوری قدیمی به فناوری جدید تغییر می‌کنند. این شرکت‌ها معمولاً شرکت‌های بزرگ و پایدار هستند.

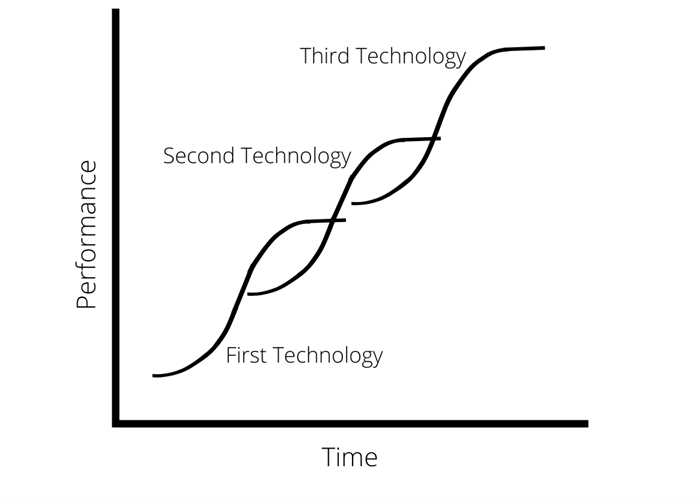

با این حال، وقتی یک فناوری مخرب به وجود می‌آید، منحنی S آن روی نمودار متفاوتی قرار دارد زیرا به بازار متفاوتی خدمت می‌کند و در شبکه ارزشی متفاوتی وجود دارد. وقتی عملکرد این فناوری مخرب به اندازه کافی بهبود پیدا کند، ممکن است وارد بازار قدیمی شود و فناوری قبلی را جایگزین کند.

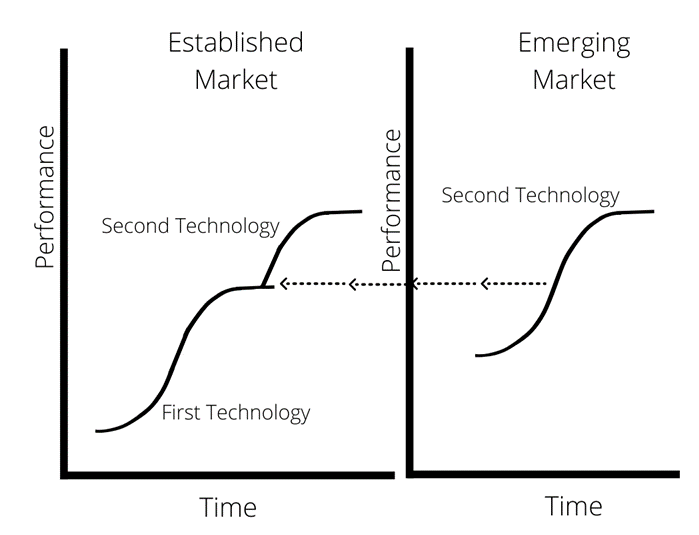